# Коммершиал Тауншип (Нью-Джерсі)
Коммершиал Тауншип (англ. Commercial Township) — селище (англ. township) в США, в окрузі Камберленд штату Нью-Джерсі. Населення — 4669 осіб (2020).

## Демографія
Згідно з переписом 2010 року, у селищі мешкало 5178 осіб у 1880 домогосподарствах у складі 1337 родин. Було 2115 помешкань
Расовий склад населення:
| - 83,7 % — білих - 10,2 % — чорних або афроамериканців - 0,5 % — азіатів - 0,3 % — корінних американців - 1,5 % — осіб інших рас |

До двох чи більше рас належало 3,7 %. Частка іспаномовних становила 6,1 % від усіх жителів.
За віковим діапазоном населення розподілялося таким чином: 25,3 % — особи молодші 18 років, 63,0 % — особи у віці 18—64 років, 11,7 % — особи у віці 65 років та старші. Медіана віку мешканця становила 37,3 року. На 100 осіб жіночої статі у селищі припадало 98,2 чоловіків;  на 100 жінок у віці від 18 років та старших — 98,0 чоловіків також старших 18 років.
Середній дохід на одне домашнє господарство  становив 56 094 долари США (медіана — 46 195), а середній дохід на одну сім'ю — 63 327 доларів (медіана — 55 121). Медіана доходів становила 46 078 доларів для чоловіків та 40 432 долари для жінок. За межею бідності перебувало 22,0 % осіб, у тому числі 27,7 % дітей у віці до 18 років та 9,3 % осіб у віці 65 років та старших.
Цивільне працевлаштоване населення становило 1890 осіб. Основні галузі зайнятості: освіта, охорона здоров'я та соціальна допомога — 22,5 %, роздрібна торгівля — 17,6 %, виробництво — 14,5 %.